# Kanjani8
A Kanjani Eight ( 関ジャニ∞（エイト）, Kanjani∞, Kanjani Eito) egy 7 tagú idol együttes, Japán Kanszai-régiójából. A Johnny & Associates ügynökség tagjai, dalaikkal pedig az Imperial Records kiadóval állnak szerződésben. A zenekar 2002-es alakulása és 2004-es CD debütálása – "Johnny's modern enka csapata" – óta nagy sikernek örvend. A kezdeti dallamokat viszont 2006 óta fokozatosan – kisebb visszatekintésekkel – a popos rock irány vette át. Mint az összes zenekar a Johnny & Associates kormányozása alatt, a Kanjani is aktívan részt vesz a japán szórakoztató ipar egyéb területein, mint televíziós műsor és rádiós talkshow házigazdák, tv-s és színházi színészek.

## Tagok
- 横山裕 (Jokojama Jú) (1981.05.09.) – idol, dalszövegíró, színész, rádiós műsorvezető; az együttesben: ütőshangszerek, ének, trombita
- 村上信五 (Murakami Singo) (1982.01.26.) – idol, rádiós és tévés műsorvezető; az együttesben: szintetizátor, ének
- 丸山隆平 (Marujama Rjúhei) (1983.11.26.) – idol, színész, rádiós műsorvezető; az együttesben: basszusgitár, ének, rap
- 安田章大 (Jaszuda Sóta) (1984.09.11.) – idol, dalszövegíró, modell, színész; az együttesben: ének, főgitár, rap
- 大倉忠義 Ókura Tadajosi (1985.05.16.) – idol, modell, színész, rádiós műsorvezető; az együttesben: dob, ének

Ex-tag
- 内博貴 (Ucsi Hiroki) (1986.09.10.) – ének

Uchi 2005-ig volt a zenekar tagja, amikor is egy botrány miatt huzamosabb időre el lett tiltva. Később már csak mint Johnny's junior (az olyan – általában fiatalabb – Johnny's Entertainment tagok, akik nem tartoznak debütált zenekarba)térhetett vissza. Máig aktívan szerepel műsorokban, filmekben, részt vesz különböző JE-s fellépéseken és színdarabokban.
- 渋谷すばる (Sibutani Szubaru) (1981.09.22.) – idol, dalszövegíró, színész, rádiós műsorvezető; az együttesben: főének, gitár
- 錦戸亮 (Nisikido Rjó) (1984.11.03.) – idol, dalszövegíró, színész, rádiós műsorvezető; az együttesben: gitár, ének, harmonika

### Alcsapatok
- 3BAKA (sanbaka) (Jokojama, Sibutani, Murakami)

Már a Kanjani megalakulása előtt gyakran hívták ezt a triót különböző műsorokba szerepelni és kansai fiúk révén nem hagytak semmit poénkodás nélkül.
- V.WEST (Marujama, Jaszuda, Ókura)

A 2 jelenleg is tag (Marujama, Jaszuda) mellett az ex-kanjani-tag, Ucsi és 2 korábbi junior (Imajama Tóru és Kijohito Mizuno) alkotta ötös jelentette a zenekart. 2 tag távozása után került a zenekarba Ókura dobosként. Ők is a Kanjani előtt alakultak, részt vettek zenés műsorokban és saját koncertjük is volt.
- Jamada (Marujama, Jaszuda)

Egy manzai duó. Marujama a boke (vicces) és Jaszuda a cukkomi (közvetlen/egyenes). A név a két fiú nevéből jön: MaruJAMA és JaszuDA, ami így egy elég gyakori japán nevet tesz ki.
- Macubara Kazuhiro (Sibutani, Murakami)

Ez is egy manzai duó. Itt a felosztás: Sibutani a boke és Murakami a cukkomi.
- San Kjódai (Jú, Csipa, Baru)

A "San Kjódai" jelentése "Három testvér", tehát a tagok balról jobbra, kezdve a legidősebbtől Jú (Jokojama), Csipa (Jaszuda) és Baru (Sibutani) testvéreket játszanak. (bár valóságban Sibutani idősebb, mint Jaszuda)
Zenekarként több Kanjani koncerten is előadták saját számaikat, ahol iskolai egyenruhát viselnek (Jú: hosszú kabát, Csipa: normál méret, Baru: nagyon rövid). A szöveget Juu írja, amit Csipa megzenésít és gitárral kíséri Baru vokálját.
4 számuk van: プリン (Purin)] (2003), あめちゃん (Amecsan)] (2004), ミカン (Mikan) (2004), és オニギシ (Onigisi) (2005), az utóbbi Jokojama édesanyja halála után, a tiszteletére íródott.
- Kanjimi3 (Marujama, Jaszuda, Ókura)

A név a Kanjani kifigurázása, de a jelentése "3 egyszerű kanszaibeli" (dzsimi: japán szleng; lapos, egyszerű, visszafogott), a három tagot egy tv műsorban szavazták meg a rajongók a 3 'leglaposabb' tagnak.
Sibutani 'Ójamada' néven emlegeti őket. A név Jamada része a korábban taglalt Marujama-Jaszuda párost takarja, ám a fennmaradó 'Ó' nem Ókura nevéből (大倉) származik, hanem a magasságára utal (大 = nagy ember).
- Subaru BAND (Sibutani, Marujama, Jaszuda, Ókura)

Sibutani énekét, Marujama basszusgitárral, Jaszuda gitárral Ókura pedig dobbal egészíti ki ebben a rockzenekari összeállításban. A Kanjani legelső, KJ1 F.T.O. című albumán meg is jelenik a ONE című számuk, aminek szövegét Sibutani írta, zenéjét pedig Jaszuda alkotta.

## Eight ranger
Kanjani Sentai Eightranger (関ジャニ戦隊∞レンジャー; Hepburn: Kanjani Sentai Eito Renjā) a Kanjani∞ által a koncerteken előadott produkció csokrot jelent. A cím maga 7 szuperhősre utal, akik (a koncerteken bemutatott kis jelenetekben) megmentik a földet és a rászorulókat. Ezt jellegzetes egyenruhában teszik, ahol mindenkinek megvan a saját színe és egyedi jelleme.
| レンジャー          | Ranger        | tag              | Eight Ranger (film) név |
| ------------------- | ------------- | ---------------- | ----------------------- |
| ブラック レンジャー | Black Ranger  | Jokojama Júú     | Jokomine Makoto         |
| レッド レンジャー   | Red Ranger    | Sibutani Szubaru | Sibusava Kaoru          |
| なす レンジャー     | Purple Ranger | Murakami Singo   | Muraoka Juki            |
| オレンジ レンジャー | Orange Ranger | Marujama Rjúhei  | Marunoucsi Rjúhei       |
| ブルー レンジャー   | Blue Ranger   | Jaszuda Sóta     | Jaszuhara Sun           |
| イエロー レンジャー | Yellow Ranger | Nisikido Rjó     | Nisikino Tecuro         |
| グリーン レンジャー | Green Ranger  | Ókura Tadajosi   | Okava Rjószuke          |

## Történet

### Két zenekar összeolvadása
A két népszerű kansai junior zenekar a V. West (Sibutani, Jokojama, Murakami, Nisikido) és a később még náluk is népszerűbbé váló FiVe (Marujama, Jasuda, Ucsi, Mizuno, Imajama) eggyé válására Mizuno Kijohito és Imajama Tóru ügynökségtől való távozása után került sor. Kezdetben Ókura még csak támogató dobosként, nem sokkal később már hivatalos tagként szerepelt a csapatban.
2002-ben a V. West műsora helyett egy új került a KansaiTV 8-as csatornájának programjába, a címe J3Kansai lett és a kanszai régiós ismertebb idoljainak összevonásával megalkották a Kanjani8 zenekart, ami a 関西 (kanszai) és ジャニーズ (Johnny's) szavak összevonásából áll. A nevükben szereplő 8-as nem a tagok számára utal, hanem a tv-csatorna nevére. Csak a 9. résztől teljesedett ki a csapat 8 főssé, amikor is Ókura is a zenekar része lett.
Első koncertjüket 2002 decemberében tartották "Kanjani Eight Xmas Party 2002" címmel. Ez később éves hagyományukká vált, továbbá ezeken a koncerteken tűnik fel először a 関ジャニ戦隊∞レンジャ (Kanjani Sentai Eight Ranger) formáció.
2003-ban Nisikido és Ucsi az ügynökség utasítására a fővárosba utazott, ahol is rövidesen egy másik Johnny's csapat, a NEWS tagjaiként debütáltak. Mindenkit meglepett a debütálás híre, hiszen a két fiú egy másik zenekar tagjai voltak, ám ez nem azt jelentette, hogy a Kanjani-ból kikerültek volna, innentől mindkettőben egyformán aktívan vettek részt.

### Debütálás
Bár Nisikido és Ucsi már a NEWS tagjai voltak, 2004. augusztus 25-én a Kanjani8 is kiadta a debütáló kislemezét, a 浪花いろは節-t (Naniva iroha busi). A debütálás híre ismét váratlanul érte a tagokat, interjúkból kiderül, hogy még a tagok közül is volt, aki csak az újságokból értesült a zenekarral kapcsolatos fejleményekről. A lemez a régióban hamar slágerré vált a maga hagyományos és fülbemászó pop-enka dallamával.
A dal nem kérdéses, azonnal az Oricon lista TOP10-es listáján landolt, valamint az Oricon enka részlegének első helyét is bezsebelhette magának. Az országos debütálás váratott magára egy keveset, de ugyanazon év szeptember 22-én ez is bekövetkezett. Ezután a kislemez az Oricon listán és ennek az enka részlegén is a legjobban eladott kislemezként tűnt fel.

### Botrány
A kezdeti időkben leginkább a kanszai régióban tevékenykedtek, az ország többi részén szinte teljesen ismeretlen volt a nevük az emberek előtt. Második kislemezük, a 大阪レイニーブルース (Oszaka Rainy Blues), az Oricon kislemez eladási listájának 9. helyén nyitott, ezzel ez lett a legrosszabban eladott kislemezük (3 kivételével mind 1. lett).
Ezek után beindultak az eladások, három állandó televíziós műsort is kapott az együttes, valamint Japán szerte egyre több rajongót szereztek, amit az országos debütálás is előremozdított. Ekkor egy változás következett be a zenekar életében. Történetesen, hogy Ucsi Hirokit, aki ekkor még kiskorú volt (18 éves), alkoholfogyasztáson kapták. Az ügynökség szigorú szabályai miatt hosszabb időre fel is függesztették a tevékenységeit. A tagok száma bár csökkent, a népszerűségük megmaradt, de a fanok emlékezetében (és az interneten megmaradt videókban) még mindig él a számos műsorrészlet, ahol a tagok sűrű bocsánatkérés és hajlongás közepette magyarázzák a történteket és igyekeznek a fanokat további támogatásra ösztönözni. Ucsi és a NEWS-ból Kuszano Hironori (ő is kiskorúként fogyasztott alkoholt) miatt mind a két zenekar bizonytalan időre felfüggesztette a programjait. Egy dorama különkiadás részt is kénytelenek voltak törölni emiatt, viszont a 2005-ös év végi 大阪城ホール (Oszaka-dzsó Hall)-beli koncertet megtartották a tagcsökkenés ellenére is.

### Visszatérés és tovább a csúcsfelé
A 2005-ös mélypont ellenére a zenekar képes volt visszatérni és még abban az évben kiadtak egy tripla A oldalas kislemezt 好きやねん、大阪。 / 桜援歌(Oh!ENKA) / 無限大 (Sukijanen, Oszaka/ Oh! Enka / Mugendai) címmel, ami az Oricon 2. helyéig kapaszkodott. Következő év márciusában jelent meg a legelső albumuk KJ1 F.T.O. vagyis Funky Town Osaka címmel, ami a listán 2. helyezést ért el.
2007 volt az az év, amikor a zenekar végérvényesen is sikeresnek mondhatta magát, mint Johnny's zenekar. Két következő kislemezük a 関風ファイティング (Kanfú Fighting) és a ズッコケ男道 (Zukkoke Otokomicsi) is a lista csúcsán kötött ki. Emellett kiadót váltottak a zenei hangzás változása miatt, mivel a Teichoku Records főleg enka számokat forgalmaz, innentől az Imperial Records-nál adták ki a számaikat, ami főleg pop/rock irányú kiadó.
Az év nagy részét koncert turnéval töltötték. Ők az első zenekar, akik egy turné során ellátogattak és koncertet tartottak mind a 47 prefektúrában. A koncertsorozat neve えっ!ホンマ!?ビックリ!! TOUR2007 (Eh?! Honma?! Bikkuri!! Tour 2007) volt, 5 hónapig tartott és közel 120 fellépést foglalt magába. A koncertekről kiadott DVD az Oricon lista 2008-ban legeladottabb zenei DVD-jeként szerepelt 57 héten keresztül.

### Puzzle, Gift
Innentől felgyorsultak az események, a koncertek és fellépések mellett a csapat az NTV egy különkiadását is levezényelte, ami a Touch! eco 2008 明日のために…55の挑戦?スペシャル (Touch! Eco 2008: Asita no tame ni... 55 no Csószen? Special) címet viselte és az ökológiára, a nagymértékű energiapazarlásra valamint a Föld szennyezésének mértékére volt hivatott felhívni a nézők figyelmét.
A sikeres nyár után megjelent kislemezük, 無責任ヒーロー (Muszekinin Hero), mérföldkőnek számított, hiszen átlépték a 300.000 eladott korong/kislemez határt, ismét övék volt az Oricon lista 1. hely és az éves összesített 11. hely.
2009-ben jelent meg 3. albumuk, Puzzle címmel. Ez ismét hangzásváltással járt, de a mostani váltás már nem volt olyan mértékű, mint az előző, ebben az albumban a pop, rock és az R&B volt a jellemző. A megszokott módon, első helyen nyitottak a lemezzel és 2009 első felében a legjobban eladott nagylemezként tartották számon. Az albumhoz tartozó és ugyanazt a nevet viselő koncert sorozat Tokió Dóm előadásáról kiadott DVD a saját kategóriájában a lista 1. helyére került.
2009 decemberében egyszerre adták ki a 11., 12. és 13. kislemezüket. Ezt 3 különböző kiadásban tudták megvásárolni a rajongók és a zenekar legelső karácsony témájú számait tartalmazta, amiket a zenekari tagok "A rajongóknak ajándékul" alkottak. Szenteste a fehér, GIFT ～白～ (GIFT ~Siro~), karácsony estéjén a piros, GIFT ～赤～(GIFT ~Aka~), valamint karácsony másnapján a zöld, GIFT ～緑～(GIFT ~Midori~) került a boltok polcaira. Ezzel a Kanjani8 vált az egyetlenné, akik az Oricon lista első 3 helyét egyszerre tudhatta a sajátjának, ezt a rekordot az óta sikerült senkinek megdöntenie.

### '24órás tv', Fight
2011 tripla kislemez kiadással kezdődött. Először a T.W.L / イエローパンジーストリート (T.W.L/Yellow Pansy Street) jelent meg, amiről a Yellow Pansy Street a 19. Crayon Sin-csan film, a '嵐を呼ぶ黄金のスパイ大作戦' (Vihar: Lehetetlen arany küldetés) a T.W.L pedig az anime 14. főcímdala lett. Ide tartozik még, hogy a tagok közül Ókura és Murakami szerepet kaptak a filmben, mint két anti-hős szinkronhangjai, akik a főszereplővel összetűzésbe kerülnek. A következő a マイホーム(My Home) című lemez volt, ami Nisikido TV Asahi csatornán sugárzott 犬を飼うということ ~ スカイと我が家の180日 (Inu o kau to iu koto ~ Sky to vaga ga ucsi no 180 nicsi) című doramájának volt a nyitó száma. Ezt követte az Ókura 生まれる。 (Umareru) című doramájához írt dalukat tartalmazó kislemez, a 365日家族  (365 nicsi kazoku).
2011. április 6-án jelentették be, hogy a Kanjani8 lesz felelős a soron következő, vagyis a 34. NTV által közvetített egész napos jótékonysági tv műsor, 24時間テレビ (24 órás televízió) levezényléséért. Azért választották a zenekart a március 11-i nagy földrengés és szökőár után, mert maguk is mindannyian elszenvedtek valami kárt az 1995-ös Hansin Földrengés során.
|  | „"Most rajtunk a sor, hogy viszonozzuk a szívességeket!"” |
|  | – Murakami                                                |

|  | „"Még mindig emlékszem az emberek sikolyaira és arra, ahogy a szüleink megvédtek minket. Mi, a Kanjani8, átéltük a földrengés pusztítását, de ma már Kobéban és Oszakában minden rendben van. Azt szeretnénk közvetíteni a Tohoku környékén élők felé, hogy együttes erővel bármit legyőzhetünk! "” |
|  | – Jokojama |

Folytatva a sort, a következő országos megmozdulásuk augusztus 18-án egy új műsor volt, a Kanjani no Shiwake Eight, amit fő műsoridőben sugároztak. Az album később a Japán Zeneipari Szervezet által platina lemezként lett megjelölve.
Október 7-én Nisikido 8 év után kilépett a NEWS-ból. Az alatt az idő alatt, ameddig mind két zenekarban aktívan tevékenykedett, többször is akadtak időpont egyeztetési hibák a zenekarok programjait nézve.

### 8EST: Eight x Eighter = Eightest!
Január első napján jelentették be, hogy a 8. évfordulós évük alkalmából különféle megjelenésekre és eseményekre számíthatnak a rajongók. Mivel a 8-as szám a zenekar számára sokat jelent, megjelenik a nevükben is és jelképükké is vált, így a 8. évforduló egy mérföldkő volt a karrierjükben.
Az erre az alkalomra szervezett koncert az Eight Ranger visszatérésével zárult, amikor is a zenekar ismét a hős-jelmezükben lépett a színpadra az utolsó szám kedvéért.
Az évfordulós programok részeként, bejelentették a Nisikido főszereplésével induló パパドル!! (Papadoru!!) doramát, ami azért volt jelentős, mert azon kívül, hogy a Kanjani szerezte a főcímdalát (愛でした。 (Ai desita)), mindannyian szerepeltek is benne, saját magukat alakítva a történetben. A sorozat célja a valóság és a fikció határainak elmosása volt, ezzel együtt a TBS csatorna több műsorát is összeegyeztette, amik megjelentek a cselekményben is.
Március elején jelentették be a rajongók által kedvelt 7 hős főszereplésével, az  エイトレンジャー (Eight Ranger) címet viselő filmet. A történet egy komorabb és sötétebb megközelítést jelentett az egyébként gyerekesen humoros addigi megoldással szemben, a karakterek között szerepelt például alkoholista és szerencsejáték-függő is. A film 2012 július 31-én jelent meg a mozikban.
Az évfordulós kislemezek közül az első az (愛でした。 (Ai desita)) volt, aminek névadó számát a パパドル!! (Papadoru!!) dorama utolsó részében élőben elő is adtak. Ezen felül a kislemez borítója és klipje is a sorozattal szoros összhangban készült el. A lemez 15 hétig tartott ki az Oricon lista első helyén.
A második lemez, az エイトレンジャー (Eight Ranger) filmhez készült és az ER címet viselte, valamint nem a Kanjani8, hanem az Eight Ranger neve alatt jelent meg 3 nappal a film első vetítése előtt. Azonnal az Oricon lista első helyére került és 20 héten keresztül ott is maradt.
A következő nagyszabású program a ∞祭　ボクらも８っちゃい、８っちゃけ祭 (Hasszai bokura mo haccsai, haccsake macuri) volt, aminek nyitó eseményét augusztus 11-én az oszakai Kjocera Dómban a "Macubara Sinicsi Presents: Sugohachi" tartották. Az erre szóló nyertes jegyeket az előző két kiadott kislemezekben rejtették el, körülbelül 40.000 darabot. A folytatás augusztus 5-étől kezdve egy héten keresztül, egy rajongóknak szóló kiállítás keretében következett, ahol is különböző tárgyakat – tagonként más például ruhák, szörfdeszkák, gitárok, fényképgyűjtemény, foci mezek – voltak megtekinthetőek.
Augusztus 6-án jelentették be あおっぱな (Aoppana) címmel, a Marujama főszereplésével futó 'Boys on the run' című dorama nyitódalát.
Kora szeptemberben jelentették be a 8EST: Eight x Eighter = Eightest! best of albumukat, amit októberben jelentettek meg.
Az augusztus 5-ei oszakai koncerten jelentették be az abban évben tartott 8EST 〜みんなの想いはどうなんだい? 僕らの想いは無限大!!〜 (Minna no omoi ha dónandai? Bokura no omoi va Mugendai!!) koncertturnéjukat, ami 10 várost és 35 fellépést foglalt magában. A legelső, Adzsinomoto Stadiumban tartott szeptember 15-ei koncerten jelentették be, hogy a turnét 2 állomással, Tokió és Oszaka, meghosszabbítják, így összesen 880.000 rajongót mozgatva meg.

## Diszkográfia
| Stúdióalbumok - 2006.03.15 - KJ1 F.T.O - 2007.06.06 - KJ2 ズッコケ大脱走 (Dzukkoke daidassó) - 2009.04.15 - Puzzle - 2010.10.20 - ∞Uppers - 2011.11.16 - Fight - 2013.10.16 - Juke Box - 2014.11.05 - 関ジャニズム (Kanjanizm) - 2015.11.11 - 関ジャニ∞の元気が出るCD!! (Kanjani∞ no Genki ga Deru CD!!) | Mini albumok - 2004.12.15 - Kanshani∞ Best of - 2012.10.17 - 8EST |

### Kislemezek
1. 2004.08.25 – 浪花いろは節 (Naniva Iroha Busi) [kanszai régiós debütálás]
2. 2004.09.22 – 浪花いろは節 (Naniva Iroha Busi)[országos szintű debütálás]
3. 2005.03.02 – 大阪レイニーブルース (Oszaka Rainy Blues)
4. 2005.09.14 – 好きやねん、大阪。 / 桜援歌(Oh!ENKA) / 無限大 (Sukijanen, Oszaka. / Oh! ENKA / Mugendai )
5. 2006.06.07 – ∞SAKAおばちゃんROCK / 大阪ロマネスク (Oszaka Obácsan Rock / Oszaka Romanesque)
6. 2006.12.13 – 関風ファイティング (Kanfú Fighting)
7. 2007.04.11 – ズッコケ男道 (Zukkoke Otokomicsi)
8. 2007.10.17 – イッツ マイ ソウル (It's My Soul)
9. 2008.03.12 – ワッハッハー (Wahahaa)
10. 2008.10.29 – 無責任ヒーロー (Muszekinin Hero)
11. 2009.11.04 – 急☆上☆Show!! (Kjú☆Dzsó☆Show!!)
12. 2009.12.23 – GIFT ～白～ (GIFT ~Shiro~)
13. 2009.12.24 – GIFT ～赤～ (GIFT ~Aka~)
14. 2009.12.25 – GIFT ～緑～ (GIFT ~Midori~)
15. 2010.06.30 – Wonderful World!!
16. 2010.08.25 – LIFE ～目の前の向こうへ～ (LIFE ~Me no mae no mukó e~)
17. 2011.04.20 – T.W.L / イエローパンジーストリート (T.W.L / Yellow Pansy Street)
18. 2011.05.11 – マイホーム (My Home)
19. 2011.06.08 – 365日家族 (365 Nicsi Kazoku )
20. 2011.08.17 – ツブサニコイ (Cubusa ni koi)
21. 2012.06.13 – 愛でした。 (Ai desita)
22. 2012.07.25 – ER
23. 2012.09.05 – あおっぱな (Aoppana)
24. 2013.04.24 – へそ曲がり/ここにしかない景色 (Heszomagari / Koko ni sika nai kesiki)
25. 2013.06.12 – 涙の答え (Namida no kotae)
26. 2013.12.04 – ココロ空モヨウ (Kokoro sora mojó)
27. 2014.01.15 – 響 (Hibiki)
28. 2014.02.19 – キングオブ男！ (King of otoko)
29. 2014.07.02 – オモイダマ (Omoidama)
30. 2014.08.06 – ER2
31. 2014.10.15 – 言ったじゃないか / CloveR (Ittadzsnaika / CloveR)
32. 2014.12.03 – がむしゃら行進曲　(Gamusara kósinkjoku)
33. 2015.02.11 – 記憶 / ココロオドレバ　(Kioku / Kokoro odoreba)
34. 2015.06.03 – 強く強く強く　(Cujoku, cujoku, cujoku)
35. 2015.08.05 – 前向きスクリーム！　(Maemuki scream!)
36. 2015.12.02 – 侍唄 (さむらいソング) (Samurai song)

## Koncertek
| - 2005 - Excite!! - 2005 - Spirits!! - 2006 - Heat Up! - 2007 - 47 ~ えっ!ホンマ!?ビックリ!! (Eh? Honma?! Bikkuri!) - 2008 - Live Tour 2∞8! ∞だよ！全員集合 (Live tour 2008! 8 Da Jo! Zenin Sugo!) - 2009 - 2∞9 Puzzle - 2010 - Kanjani∞ Live tour 2010->2011 ∞Uppers - 2011 - Kanjani∞ 五大ドーム tour ~ Eight x Eighter おもんなかったらドームすいません (Omonnakattara Dome Suimasen) - 2012 - Kanjani∞ Live tour ~ 8EST 〜みんなの想いはどうなんだい? 僕らの想いは無限大!!〜 (Minna no omoi ha dounandai? Bokura no omoi ha Mugendai!!) - 2013 - Kanjani∞ Live tour JUKE BOX - 2014 - 十祭 (Dzsusszai) - 2015 - Kanjani∞ Recital お前のハートをつかんだろ！！ (Omae no heart cukandaro!!) | - 2002 Another - 2003 Dóton Boys - 2004 Summer Storm - 2004 Magical Musical Dream Boy - 2005 Hey! Say! Dream Boy - 2005 Magical Summer - 2006 Another's Another - 2006 Dream Boys - 2009 Dream Boys |

## Egyéb megjelenések

### Manga
- ほんまに関ジャニ∞!! (Honma ni Kanjani∞) – 5 kötet
- おおきに関ジャニ∞!! (Ookini Kanjani∞) – 5 kötet

### Film
A zenekar 2 közös filmmel is büszkélkedhet, amikben mind a 7 tag szerepel. Ezen kívül – mivel mindannyian aktív színészek – rengeteg egyéb filmben szerepelnek külön-külön.
- 2010 パッチアッパーズ (∞UPPERS)
- 2010 パパドル! (Papadoru!) főszereplő Nisikido Rjó, de különböző jelenetekben feltűnnek a tagok (mind a heten saját magukat alakítják a doramában)
- 2012 エイトレンジャー (Eight Ranger)

## Fordítás
- Ez a szócikk részben vagy egészben a Kanjani Eight című angol Wikipédia-szócikk ezen változatának fordításán alapul.  Az eredeti cikk szerkesztőit annak laptörténete sorolja fel. Ez a jelzés csupán a megfogalmazás eredetét és a szerzői jogokat jelzi, nem szolgál a cikkben szereplő információk forrásmegjelöléseként.

## Linkek
- Generasia
- Johnny's net

### Hivatalos oldalak
- Hivatalos oldal
- Johnny & Associates hivatalos oldala Archiválva 2015. szeptember 24-i dátummal a Wayback Machine-ben
- Infinity Records hivatalos oldala